# 4 î.Hr.
Anul 4 î.Hr. (IV î.Hr.) a fost un an obișnuit al calendarului iulian.

## Nașteri
- Iisus din Nazaret (Iisus Christos, Iisus Cristos), fondatorul creștinismului (d.c. 30)[1]
- Seneca (n. Lucius Annaeus Seneca), filosof, om de stat și dramaturg roman (d. 65)

## Decese
- dată necunoscută: Irod cel Mare  (n. 74 î.Hr.)
- dată necunoscută: Antipater (fiul lui Irod cel Mare)  (n. 46 î.Hr.)